# Cueva de Aripo
Cueva de Aripo es una cueva de la cordillera norte o septentrional (Northern Range) en Trinidad y Tobago. Las cuevas son un refugio de murciélagos notable, y estos contribuyen con cantidades considerables de guano, que a su vez sostiene un gran número invertebrados.
Sin embargo, los residentes de las cuevas más famosos son las aves llamadas guácharos. Estas son las únicas aves nocturnas que comen fruta en el mundo. Se alimentan por la noche, navegando con la ecolocalización de la misma forma como lo hacen los murciélagos.